# Кохановський Віталій Олександрович
Віталій Олександрович Кохановський (нар. 14 вересня 1937, Київ, УРСР — пом. 2006, Київ, Україна) — радянський український футболіст, захисник та півзахисник, тренер.

## Кар'єра гравця
Вихованець Футбольної Школи Молоді (Київ). У 1956 році розпочав футбольну кар'єру у ФШМ (Київ). У 1957 року перейшов до команди Жовтневого району Києва. У 1958 році перейшов до вінницького «Локомотива», в складі якого 1964 року й завершив кар'єру футболіста.

## Кар'єра тренера
По завершенні кар'єри футболіста розпочав тренерську діяльність. У 1964 та 1968—1969 роках допомагав тренувати вінницький «Локомотив». У липні 1969 року був призначений головним тренером вінницького клубу, яким керував до кінця року. У 1977—1978 роках тренував сумський «Фрунзинець».
Помер 2006 року у віці 69 років.

## Досягнення
- Чемпіонат УРСР
  -  Чемпіон (1): 1964
  -  Срібний призер (1): 1963
  -  Бронзовий призер (1): 1960, 1961

- Друга ліга чемпіонату СРСР
  -  Чемпіон (2): 1959 (4-та група Класу «Б»), 1964 (2-га українська група Класу «Б»)